# Джефферсон (округ, Небраска)
Округ Джефферсон (англ. Jefferson County) — округ, расположенный в штате Небраска (США) с населением в 7547 человек по статистическим данным переписи 2010 года. Столица округа находится в городе Фэрбери.

## История
Округ Джефферсон был образован в 1856 году и получил своё официальное название в честь 3-го президента Соединённых Штатов Томаса Джефферсона.

## География
По данным Бюро переписи населения США округ Джефферсон имеет общую площадь в 1492 квадратных километра, из которых 1484 кв. километров занимает земля и 8 кв. километров — вода. Площадь водных ресурсов округа составляет 0,43 % от всей его площади.

### Соседние округа
- Салин (Небраска) — север
- Гейдж (Небраска) — восток
- Вашингтон (Канзас) — юг
- Репаблик (Канзас) — угол на юго-востоке
- Тэр (Небраска) — запад
- Филмор (Небраска) — угол на северо-западе

## Демография
По данным переписи населения 2000 года в округе Джефферсон проживало 8333 человека, 2352 семьи, насчитывалось 3527 домашних хозяйств и 3942 жилых дома. Средняя плотность населения составляла 6 человек на один квадратный километр. Расовый состав округа по данным переписи распределился следующим образом: 98,42 % белых, 0,07 % чёрных или афроамериканцев, 0,38 % коренных американцев, 0,17 % азиатов, 0,04 % выходцев с тихоокеанских островов, 0,42 % смешанных рас, 0,50 % — других народностей. Испано- и латиноамериканцы составили 1,31 % от всех жителей округа.
Из 3527 домашних хозяйств в 28,00 % — воспитывали детей в возрасте до 18 лет, 57,90 % представляли собой совместно проживающие супружеские пары, в 5,80 % семей женщины проживали без мужей, 33,30 % не имели семей. 29,60 % от общего числа семей на момент переписи жили самостоятельно, при этом 17,20 % составили одинокие пожилые люди в возрасте 65 лет и старше. Средний размер домашнего хозяйства составил 2,32 человек, а средний размер семьи — 2,85 человек.
Население округа по возрастному диапазону по данным переписи 2000 года распределилось следующим образом: 23,30 % — жители младше 18 лет, 6,10 % — между 18 и 24 годами, 23,70 % — от 25 до 44 лет, 24,30 % — от 45 до 64 лет и 22,70 % — в возрасте 65 лет и старше. Средний возраст жителей округа составил 43 года. На каждые 100 женщин в округе приходилось 95,60 мужчин, при этом на каждых сто женщин 18 лет и старше приходилось 91,80 мужчин также старше 18 лет.
Средний доход на одно домашнее хозяйство в округе составил 32 629 долларов США, а средний доход на одну семью в округе — 40 747 долларов. При этом мужчины имели средний доход в 26 929 долларов США в год против 18 594 долларов США среднегодового дохода у женщин. Доход на душу населения в округе составил 18 380 долларов США в год. 8,00 % от всего числа семей в округе и 8,90 % от всей численности населения находилось на момент переписи населения за чертой бедности, при этом 10,20 % из них были моложе 18 лет и 8,70 % — в возрасте 65 лет и старше.

## Основные автодороги
- US 136
- Автомагистраль 4
- Автомагистраль 8
- Автомагистраль 15
- Автомагистраль 103

## Населённые пункты
- Дейкин
- Диллер
- Эндикотт
- Фэрбери
- Харбин
- Дженсен
- Плимут
- Рейнолдс
- Стил-Сити